# Arvid Kempe
Johan Arvid Kempe (i riksdagen kallad Kempe i Västerås), född 10 november 1854 i Högsrum, död 10 augusti 1909 i Stockholm, var en svensk lektor och politiker (liberal).
Arvid Kempe, som var son till en postmästare, studerade vid Lunds universitet och blev filosofie doktor där 1885. Han var lektor i historia, geografi och modersmålet vid högre allmänna läroverket i Västerås 1886–1909 och erhöll därefter kort före sin död en tjänst som lektor vid Nya elementarskolan i Stockholm.
Kempe författade flera geografiska böcker och resehandböcker och påbörjade tillsammans med Karl Ahlenius och andra det stora verket Sverige (6 band, 1908-24).
Kempe var riksdagsledamot 1900–1901 i andra kammaren för Västerås valkrets och tillhörde, såsom representant för Frisinnade landsföreningen, Liberala samlingspartiet i riksdagen.